# Iwanson Schule

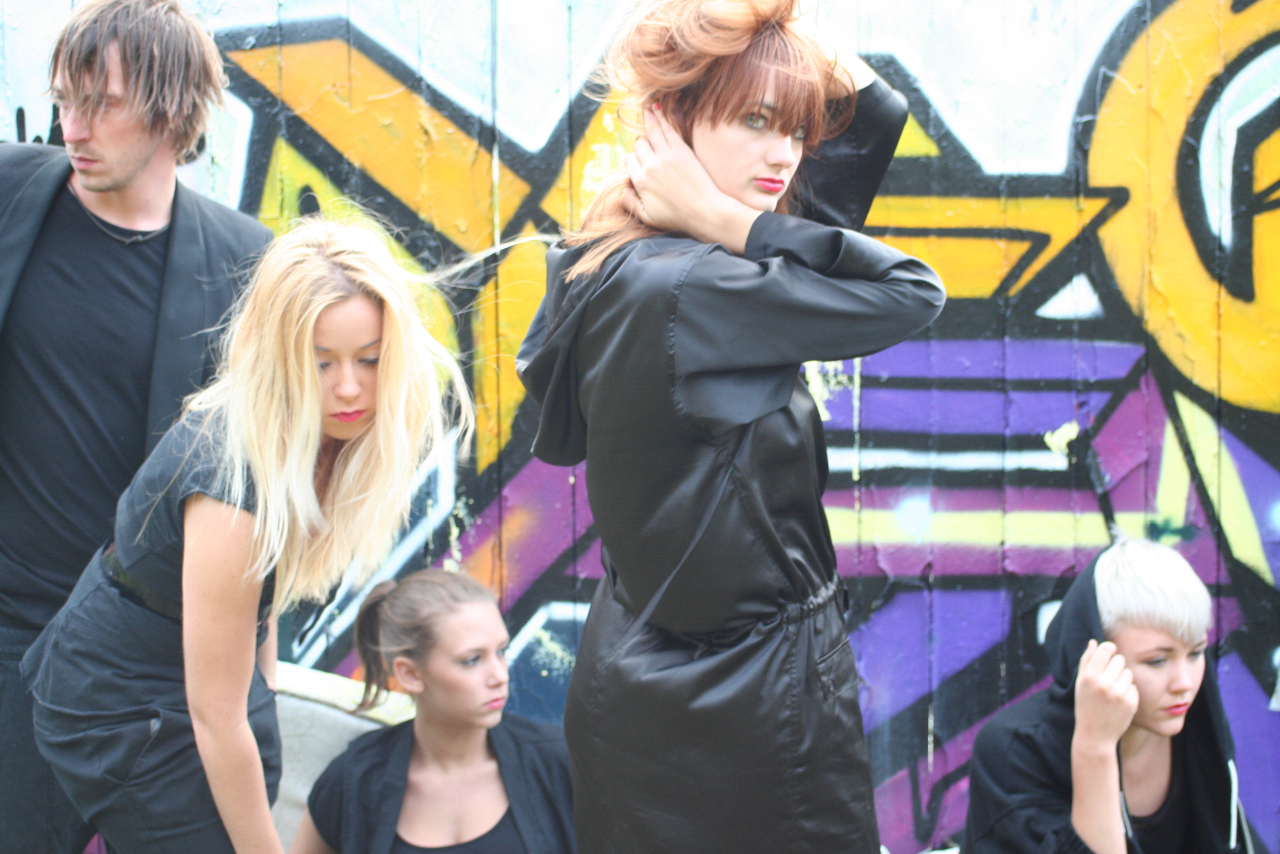
SMDP - Stockholm Munich Dance Project, ett koreografiskt samarbete mellan Iwanson International och Balettakademien i Stockholm.

Iwanson Schule är en yrkesskola för dansare i München, grundad av svenskfödda Jessica Iwanson. I sin internationella profil kallas skolan sedan 2009 "Iwanson International School of Contemporary Dance". Den 3-åriga yrkeslinjen är inriktad till studenter i åldern 16-21 med goda förkunskaper i balett och nutida dansformer. Skolan har internationell inriktning med 120 elever från olika delar av världen på yrkeslinjen. En tredjedel dessa studenter kommer från Sverige eller Danmark. Sedan 2006 existerar ett koreografiskt utbytesprogram mellan Iwanson International och Balettakademien i Stockholm: SMDP - Stockholm Munich Dance Project.
Skolan använder sig av ett system med roterande gästdocenter - internationella koreografer och dansare som undervisar 2-3 veckor på skolan. Syftet med detta är att ständigt låta studenterna uppleva sin tids teknik och estetik.
Här finns också andra avdelningar för barn och ungdom, workshops och förberedande kurser för yrkeslinjen. 
Sedan 1985 erbjuder skolan vidareutbildningsprogram i 'Iwanson-metoden i barndans'. Metoden har övertagits av ett 50-tal skolor och lärare i Tyskland, Österrike och Schweiz.
För att erbjuda danspedagoger i Tyskland/Österrike/Schweiz vidareutbildning inom Iwanson-metoden genomför skolan innan höst- och vårterminen pedagogiska workshops inom ämnena 'nutida dansformer för barn och ungdom' och 'dans i skolan'. I samarbete med sydtyska dansförbundet (BLZT) håller skolan pedagogiska prov och certifiera danspedagoger inom barn och ungdom.

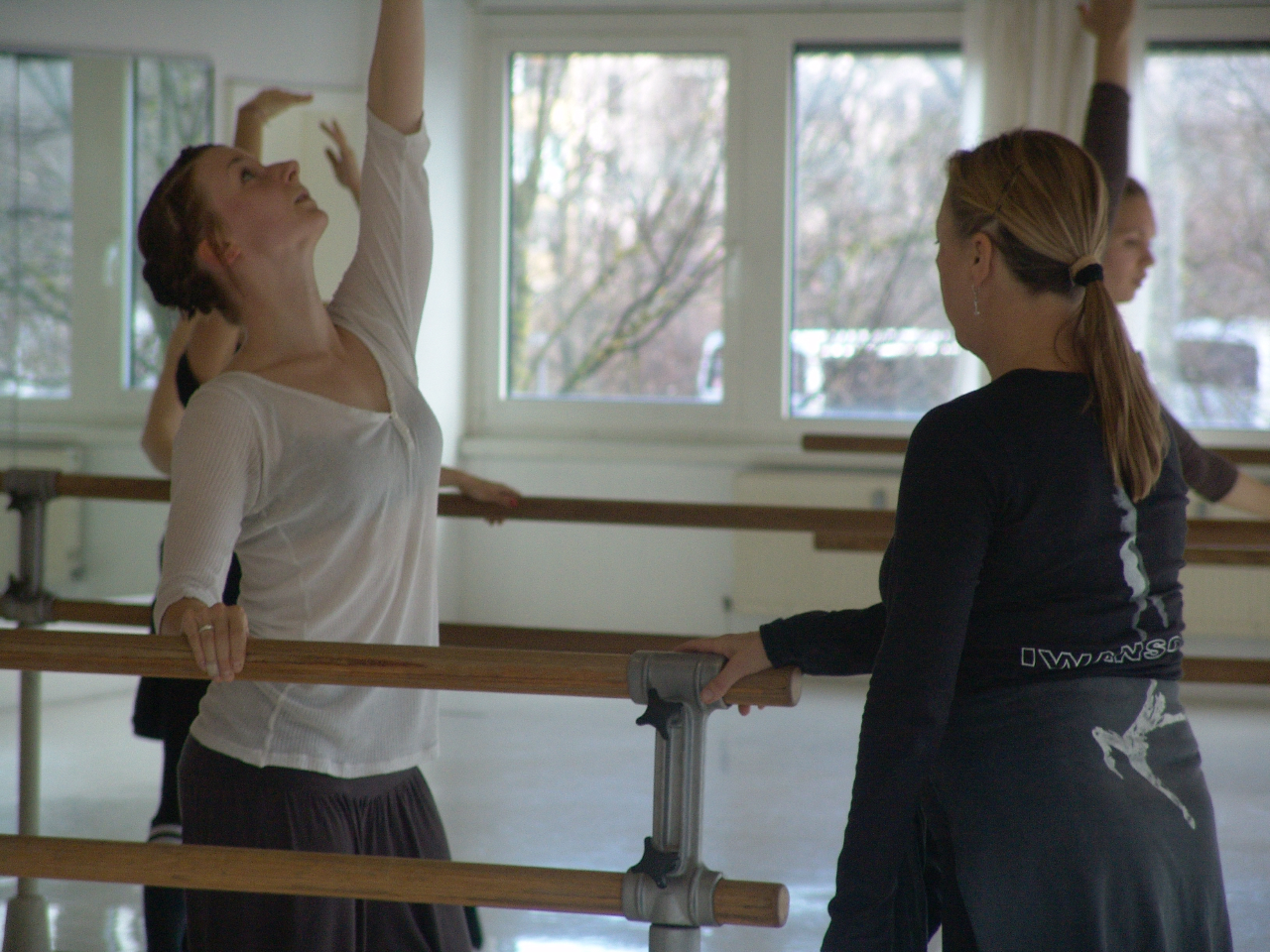
Skolans rektor och konstnärliga ledare Jessica Iwanson håller i en lektion.